# Rafael Martins (velejador)
Rafael Martins (Salvador, 20 de abril de 1981), é um velejador brasileiro que é medalhista dos Jogos Pan-Americanos.

## Trajetória esportiva
Em 2019, o atleta conquistou o bronze nos Jogos Pan-Americanos, na classe Snipe. Ele foi parceiro da brasileira Juliana Duque. Os brasileiros concluíram a competição com 35 pontos perdidos, apenas um a mais que os uruguaios, que ficaram com a medalha de prata. Foi a primeira medalha pan-americana de Juliana Duque. 